# Кижанка
Кижа́нка — тип лодки, широко использовавшейся на крупных озёрах Карелии вплоть до конца XX века.
В деревнях, расположенных в Заонежье и на островах Кижских шхер в северо-восточной части Онежского озера, издавна изготавливались лодки, названные по месту изготовления «кижанками».
Лодки строились длиной от 6 до 9 метров, с одной или двумя мачтами. Высота мачты до 3,5 м. Парус шпринтовый, трапециевидной формы, высотой до 3 м. Лодка оснащалась, как правило, тремя парами вёсел. Двумя передними парами гребли, а задними подгребали, направляя лодку по курсу. Крепились весла в уключинах к упорам верёвочными петлями. При движении под парусом на большие расстояния навешивался руль. Грузоподъёмность лодки, в зависимости от габаритов, от 300 до 900 кг.
Доски для изготовления лодки использовались еловые или сосновые, пилёные или тёсаные. Доски прокладывались мхом или паклей на смоле. Крепили (сшивали) доски между собой подковными четырёхгранными гвоздями с расплющенной шляпкой. Вместо гвоздей мог использоваться тонкий еловый корень или ивовый прут, который пропускался через сшиваемые доски сквозь отверстия и закреплялся берёзовым нагелем. Жёсткость корпусу лодки придавали дополнительно устанавливаемые шпангоуты — обработанные кривые сосновые сучья. Не смолёную лодку опускали на воду для осмотра возможных протечек. После этого лодку смолили — пропитывали горячей древесной смолой.
Служили лодки в течение 25—30 лет.